# Achernsee
Der Achernsee ist ein etwa 340 Meter breiter und etwa 400 Meter langer Baggersee auf dem Gebiet der Stadt Achern in Baden-Württemberg. Er liegt 2 Kilometer südwestlich der Ortschaft Großweier, östlich der Bundesautobahn 5 und nördlich der Landesstraße 87, direkt an der Anschlussstelle Achern.
Am See befindet sich ein Campingplatz mit 350 Dauerstellplätzen und 296 Plätzen für Touristen mit Wohnwagen, Caravan oder Zelt.